# Polyamidimid

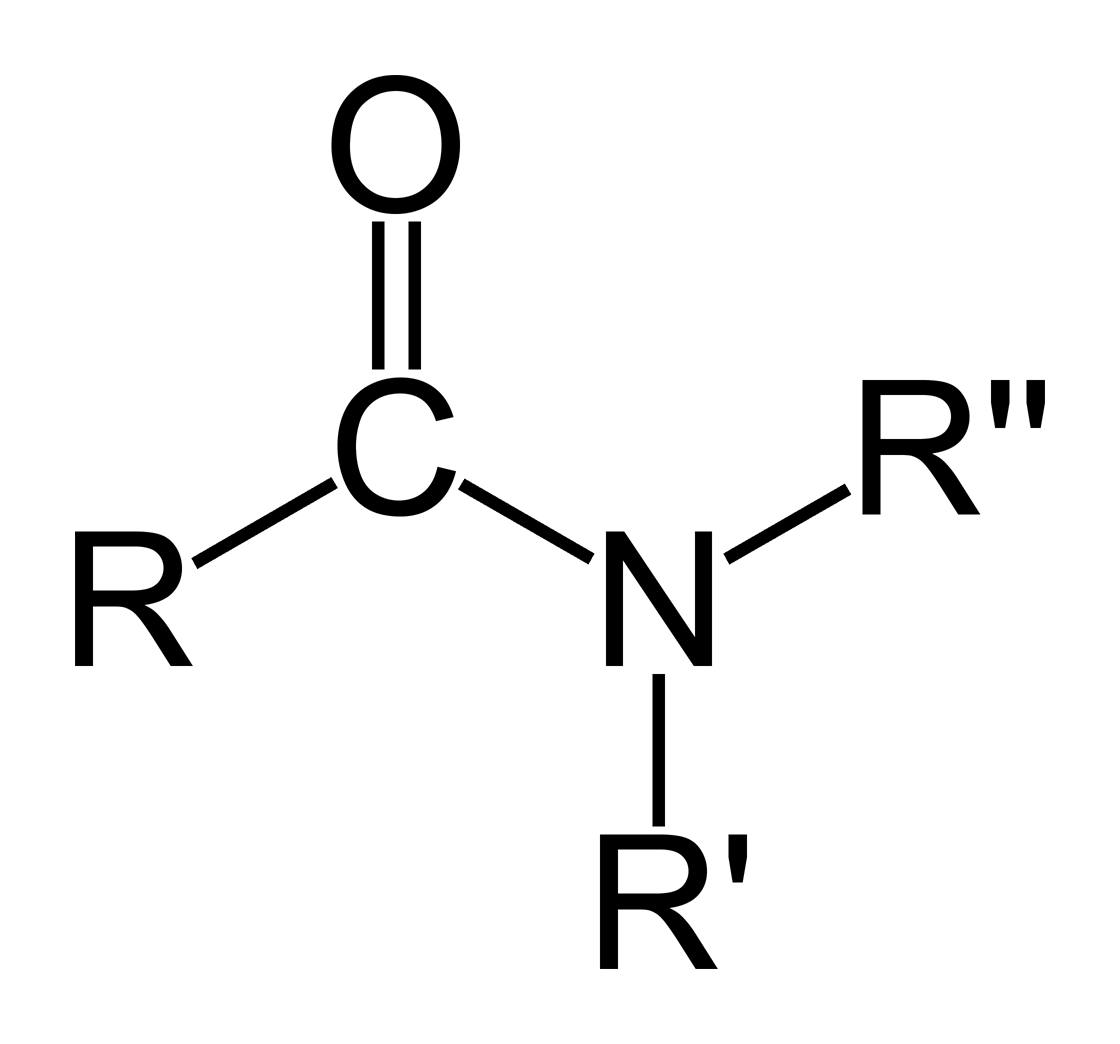
Amidgruppe

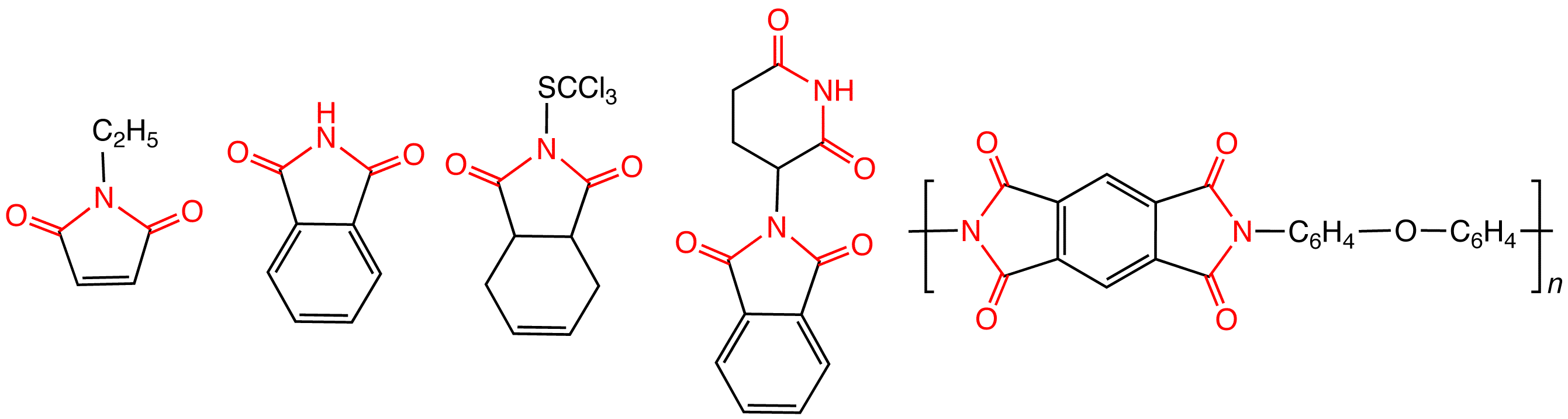
Imidgruppe

Polyamidimide, in Kurzform auch PAI genannt, sind Polymere, die sowohl Amid- als auch Imidgruppen enthalten.

## Anwendung
Polyamidimide mit aromatischen Bausteinen in der Polymerkette sind nach den reinen Polyimiden die thermisch stabilsten Polymere auf Kohlenstoffbasis. Darüber hinaus ist eine hohe Chemikalienbeständigkeit und Abriebfestigkeit gegeben. Polyamidimide werden als hitzebeständige Elektroisolierlacke und Folien, Überzüge (englisch Overcoats) von Drahtlacken und allgemein als hitzebeständige Beschichtung verwendet. Die Dauertemperaturbeständigkeit liegt bei über 220 °C.
Eine wichtige Anwendung ist die 1972 von Rhône-Poulenc auf dem Markt eingeführte und heute von der Kermel SA produzierte Polyamidimidfaser Kermel. Diese Faser zählt zu der Gruppe unschmelzbarer hochtemperatur- bzw. flammbeständiger Fasern mit gemäßigten mechanisch-technischen Eigenschaften. Die Trockenreißfestigkeit liegt bei 42±4 cN/tex, die Trockenbruchdehnung bei 19±2 % und der Elastizitätsmodul zwischen 240 und 440 cN/tex. Ein LOI von 30–32 % verweist auf die hohe Hitze- und Flammbeständigkeit (hitzebeständig bis 240 °C). Die Zersetzungstemperatur ist höher als 380 °C. Die Dichte beträgt 1,34 g/cm³. Die Feuchtigkeitsaufnahme bewegt sich mit 3,4 % im Rahmen der meisten Synthesefasern. Die Kermelfaser wird spinngefärbt und erreicht damit eine hohe Farbechtheit. Es existieren 18 Standardfarben. Da die Faser in kochendem Wasser oder heißer Luft nur gering schrumpft, können Bekleidungsstücke aus dieser Faser ohne Probleme industriell gewaschen werden. Die Kermelfaser ist gegenüber den gängigen Lösungsmitteln und Säuren beständig. Aufgrund ihres Eigenschaftsbildes ist sie für Schutzkleidung verschiedener Anwendungen geeignet. Von Bedeutung ist auch die problemlose Mischbarkeit mit anderen Faser, speziell mit schwerentflammbaren Viskosefasern für Textilien, die mit der Haut in Kontakt kommen.

## Herstellung
Es gibt umfangreiche Patentliteratur zur Fertigung, jedoch werden in den meisten Fällen hitzebeständige Polyamidimide auf Basis von Trimellitsäurederivaten, vorzugsweise Trimellitsäureanhydrid (TMA) und aromatischen Diaminen sowie Isocyanaten beschrieben.

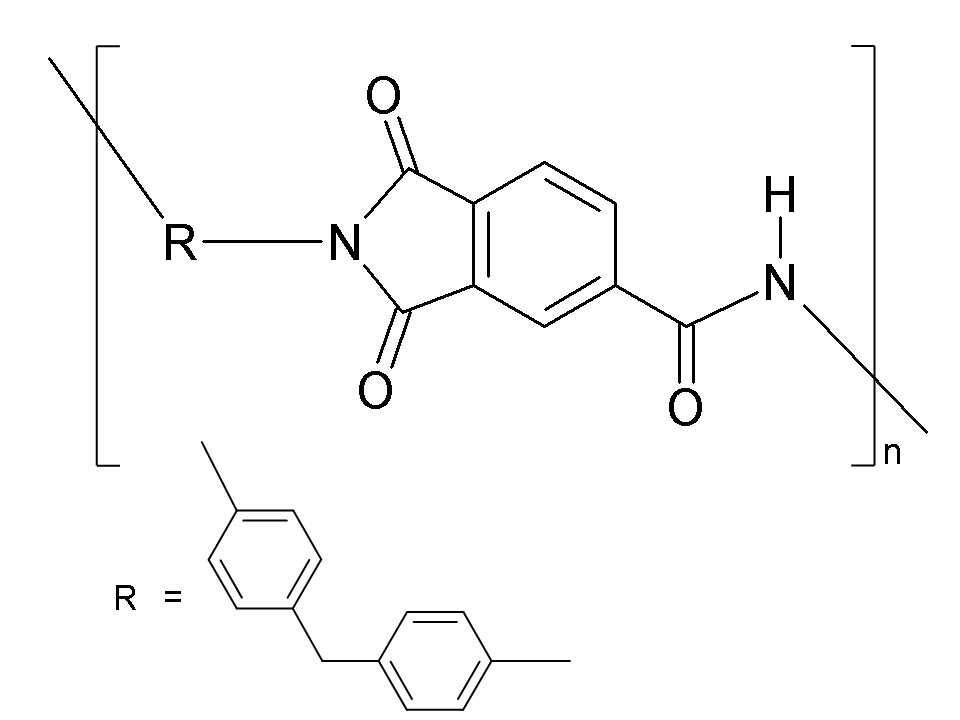
Allgemeine Struktur von Polymere mit Diphenylenmethan als Kettenverlängerung

Es gibt zwei Herstellungswege. Trimellitsäureanhydrid wird in den nachfolgend genannten Lösemitteln gelöst und mit 4,4′-Diaminodiphenylmethan (MDA) in Gegenwart von Dehydratisierungsmitteln umgesetzt oder es wird mit 4,4'-Diphenylmethan-diisocyanat (MDI) zur Reaktion gebracht, wobei die Isocyanatgruppen unter Abspaltung von Kohlendioxid die Amid- bzw. Imidgruppe bilden.
Üblicherweise wird Polyamidimid als Lösung in N-Methylpyrrolidon (NMP), Dimethylformamid (DMF) oder Dimethylacetamid (DMAc) in den Handel gebracht. Bekannte Hersteller sind Solvay und BASF.